# Galvanismo

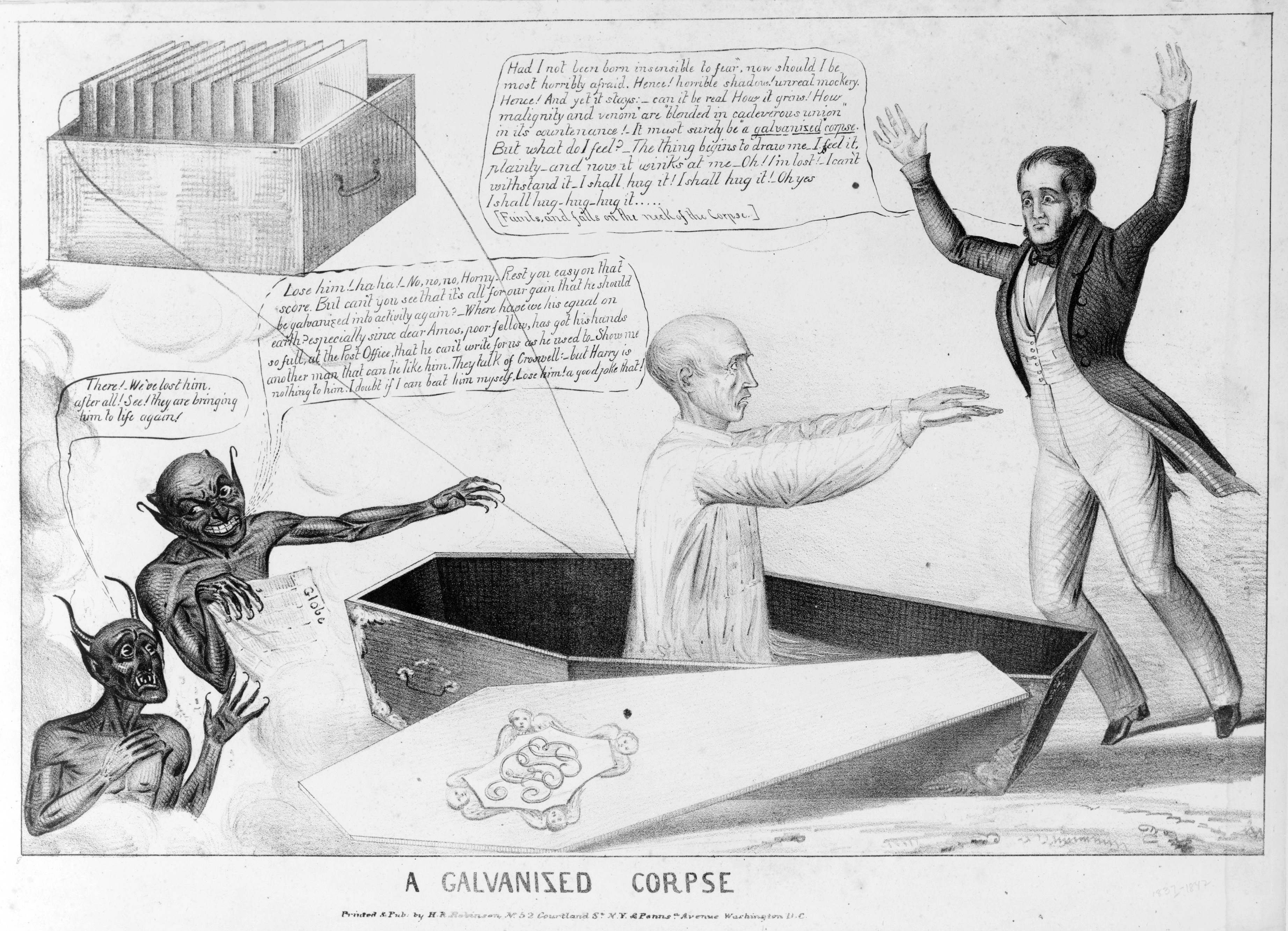
Caricatura de un cadáver galvanizado.

El galvanismo es una teoría del médico italiano Luigi Galvani (1737-1798) según la cual el cerebro de los animales produce electricidad que es transferida por los nervios, acumulada en los músculos y disparada para producir el movimiento de los miembros.  A partir de la publicación en 1791 de su libro De viribus electricitatis in motu musculari commentarius, el fenómeno galvánico se hizo público, conocido en todo el mundo y comenzó a ser estudiado por gran cantidad de científicos.
Esta singular teoría recorrió los claustros universitarios europeos entre finales del siglo XVIII y primeras décadas del XIX. Los experimentos con animales, y hasta con cadáveres humanos, alentaban la secreta esperanza de que, mediante la electricidad, pudieran sanarse enfermedades que provocaban parálisis y aún reanimar un cuerpo muerto. Esas experiencias pueden considerarse un remoto antecedente del desfibrilador cardíaco moderno. 
En 1818, en la universidad de Glasgow, el médico Andrew Ure maravilló a un auditorio popular aplicando corriente al nervio frénico izquierdo y al diafragma del cadáver de un ajusticiado en la horca, con lo que logró la reanimación del cuerpo. Todo terminó en un frenético festival de horror cuando se aplicó corriente al nervio supraorbital y al talón. A medida que subía el voltaje, "se exhibieron las muecas más horribles. Rabia, horror, desesperación, angustia y sonrisas espantosas unieron su horrible expresión en el rostro del asesino", narró el propio Ure.
Dos años antes, en un castillo suizo, Mary Shelley había concebido la novela Frankenstein o el moderno Prometeo en la que es muy clara la referencia a los experimentos que entonces se hacían con la electricidad, que apasionaban al marido de Mary, el poeta Percy Bysshe Shelley, y al grupo de intelectuales que la rodeaba, entre ellos Lord Byron, a quien tuvo como vecino en Suiza, y al "pobre" Polidori, que se suicidó tres años después. La teoría de un fluido eléctrico nervioso, producido por el cerebro, conducido por los nervios y almacenado en los músculos, ha sido abandonada por los científicos.